# Peter Sczypa

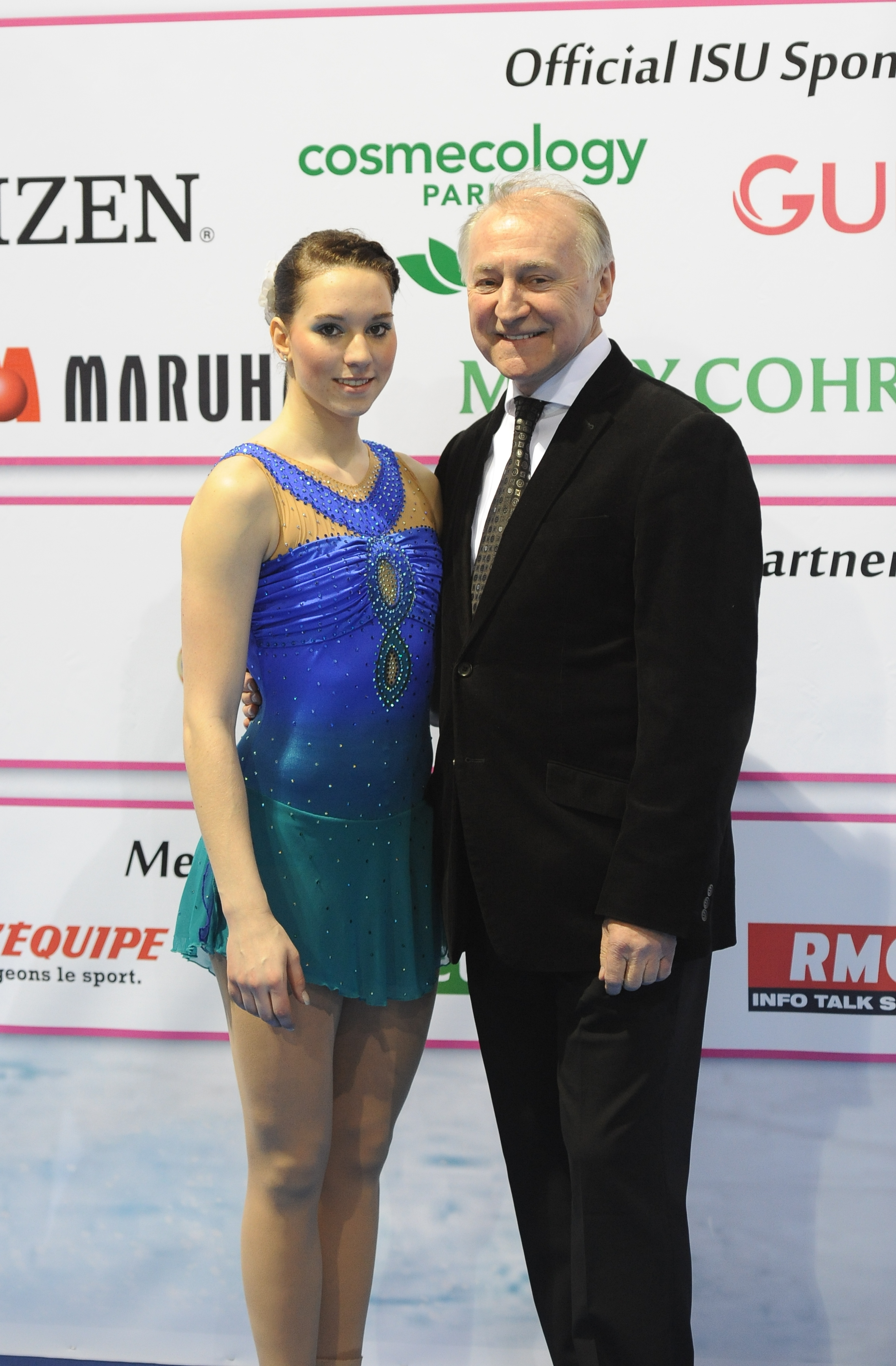
Mit Sarah Hecken

Peter Sczypa (* 19. April 1948 in Siemianowice als Piotr Jan Sczypa) ist ein deutscher Eiskunstlauftrainer. Für sein Heimatland Polen war er früher ein international aktiver Paarläufer.

## Eiskunstläufer
Er bildete mit Janina Poremska ein Paar, ab 1971 mit Teresa Skrzek und erreichte folgende Platzierungen:
Europameisterschaften
- 1966 Platz 18
- 1967 Platz 8
- 1968 Platz 15
- 1969 Platz 8
- 1970 Platz 9
- 1971 Platz 13
- 1972 Platz 12
- 1973 Platz 10
- 1974 Platz 11
- 1975 Platz 11

Weltmeisterschaften
- 1967 Platz 14
- 1968 Platz 16
- 1970 Platz 10
- 1971 Platz 17
- 1973 Platz 16

Olympische Winterspiele
- 1968 Platz 14

## Eiskunstlauftrainer

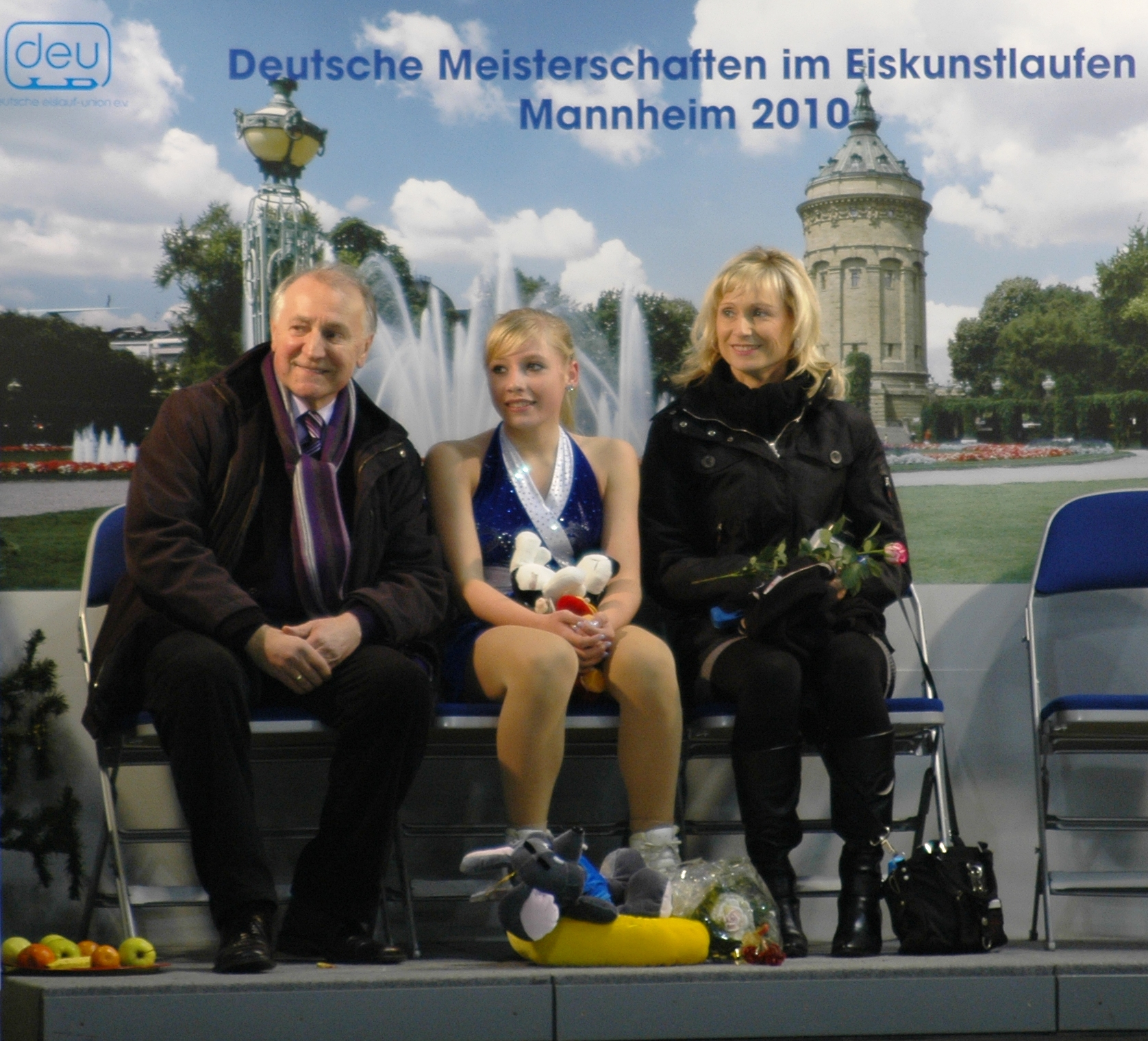
Mit Julia Pfrengle und Claudia Leistner

Peter Sczypa studierte in Kattowitz BWL und Sport. 1979 ging er nach Dänemark und wurde Trainer. 1986 kam er als Bundestrainer der Deutschen Eislauf-Union nach Oberstdorf. 1988 wurde er Landestrainer des Eissportverbands Baden-Württemberg und Clubtrainer des Mannheimer ERC. Als Bundes-Honorartrainer betreut er auch die Eisläuferinnen des Olympiastützpunkts Rhein-Neckar. Sczypa erzielte in Deutschland große Erfolge. Er trainierte Claudia Leistner (Europameisterin und Vizeweltmeisterin), Stefan Pfrengle, Anuschka Gläser, Katharina Häcker, Christiane Berger, Denise Zimmermann, Shira Willner, Julia Pfrengle, Sarah Hecken (Olympische Spiele 2010) und Nathalie Weinzierl (Olympische Spiele 2014).